# Ковінґтон (округ, Міссісіпі)
Шаблон:StateAbbr_ 31°38′ пн. ш. 89°33′ зх. д. / 31.63° пн. ш. 89.55° зх. д.
Округ  Ковінґтон (англ. Covington County) — округ (графство) у штаті Міссісіпі, США. Ідентифікатор округу 28031.

## Історія
Округ утворений 1819 року.

## Демографія
За даними перепису 
2000 року 
загальне населення округу становило 19407 осіб, усе сільське.
Серед мешканців округу чоловіків було 9330, а жінок — 10077. В окрузі було 7126 домогосподарств, 5281 родин, які мешкали в 8083 будинках.
Середній розмір родини становив 3,16.
Віковий розподіл населення поданий у таблиці:
| Стать    | До 15 років | 15-21 | 22-29 | 30-39 | 40-49 | 50-65 | 65-85 | Понад 85 |
| -------- | ----------- | ----- | ----- | ----- | ----- | ----- | ----- | -------- |
| Чоловіки | 2274        | 1077  | 939   | 1297  | 1285  | 1386  | 973   | 99       |
| Жінки    | 2367        | 1055  | 1007  | 1328  | 1349  | 1525  | 1247  | 199      |

## Суміжні округи
- Сміт — північ
- Джонс — схід
- Форрест — південний схід
- Ламар — південь
- Джефферсон-Девіс — захід
- Сімпсон — північний захід

## Виноски
1. ↑  U.S. Decennial Census. United States Census Bureau. Архів оригіналу за 26 квітня 2015. Процитовано 3 листопада 2014.
2. ↑  Historical Census Browser. University of Virginia Library. Архів оригіналу за 11 Серпня 2012. Процитовано 3 листопада 2014.
3. ↑  Population of Counties by Decennial Census: 1900 to 1990. United States Census Bureau. Архів оригіналу за 28 Грудня 2014. Процитовано 3 листопада 2014.
4. ↑  Census 2000 PHC-T-4. Ranking Tables for Counties: 1990 and 2000 (PDF). United States Census Bureau. Архів оригіналу (PDF) за 18 Грудня 2014. Процитовано 3 листопада 2014.
5. ↑  State & County QuickFacts. United States Census Bureau. Архів оригіналу за 27 Листопада 2015. Процитовано 3 вересня 2013.(англ.) Наведено за англійською вікіпедією.
6. ↑  American FactFinder. Бюро перепису населення США. Архів оригіналу за 29 липня 2011. Процитовано 31 січня 2008.

| США | Це незавершена стаття з географії США. Ви можете допомогти проєкту, виправивши або дописавши її. |